# Salomé (Künstler)

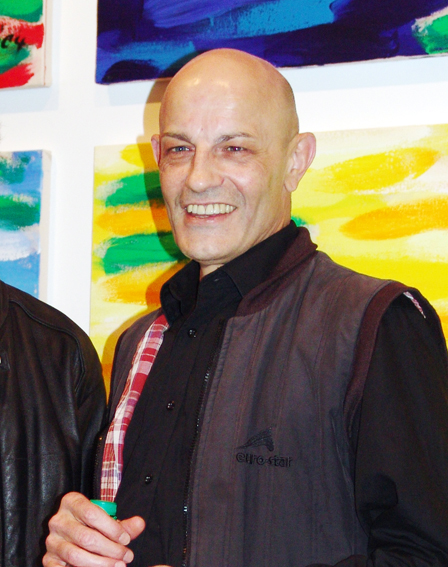
Salomé, 2006

Salomé (* 24. August 1954 in Karlsruhe als Wolfgang Ludwig Cihlarz) ist ein deutscher Künstler.

## Leben und Werk

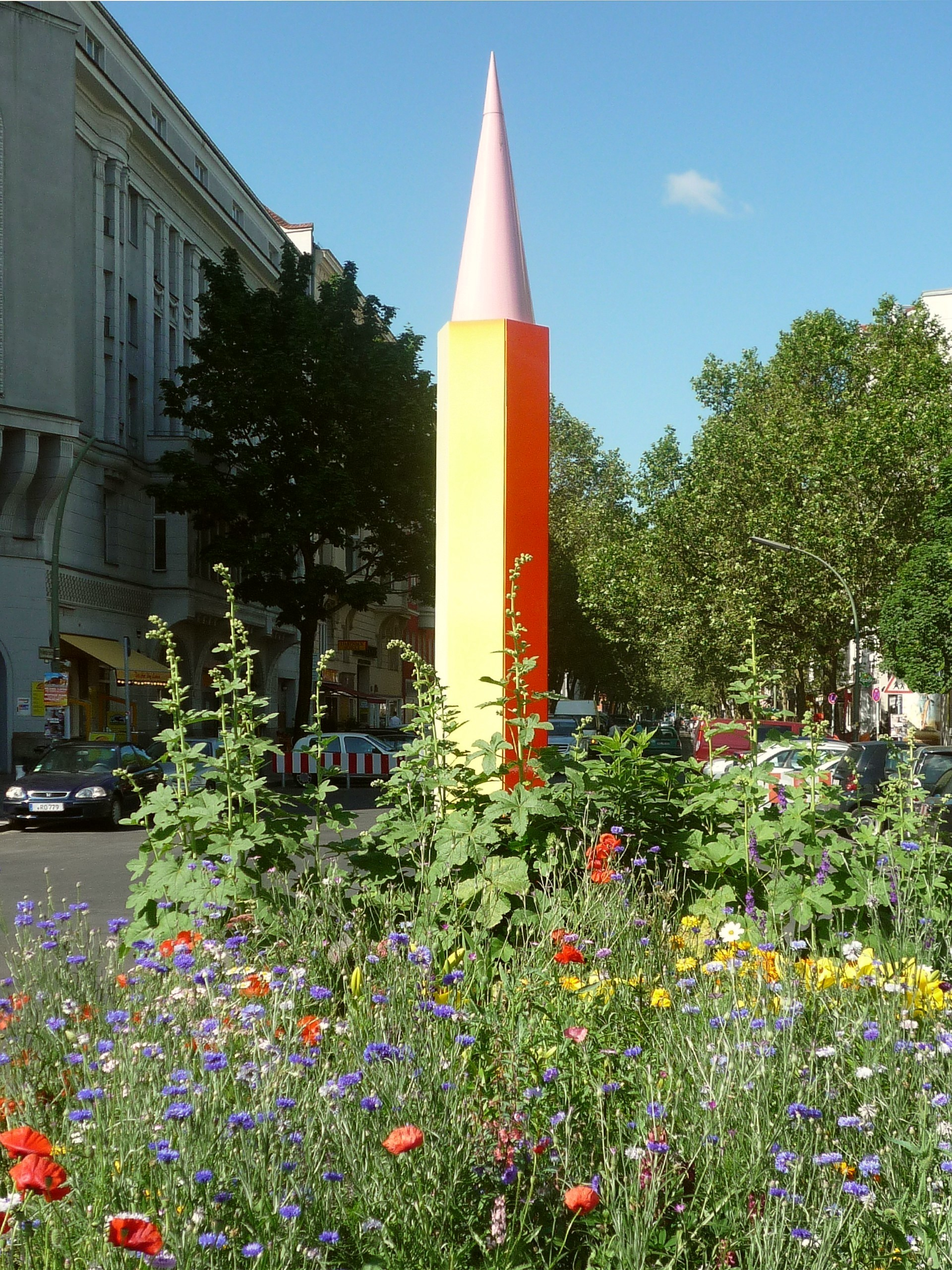
Die Regenbogenstele von Salomé am Berliner Nollendorfplatz

Wolfgang Ludwig Cihlarz wuchs in Karlsruhe auf und schloss eine Ausbildung zum Bauzeichner ab. 1973 zog er nach West-Berlin. Dort arbeitete er zunächst als Bauzeichner unter anderem bei den US-Streitkräften in Tempelhof und bei DeTeWe. Nach der bestandenen Aufnahmeprüfung studierte er an der Universität der Künste (UdK): von 1974 bis 1980 Malerei bei Ulrich Knispel, später als Meisterschüler bei Karl Horst Hödicke. Neben seinem Studium jobbte er als Kellner in den Clubs „Matalla“ und „Dschungel“ sowie im Café „Anderes Ufer“. Dessen Besitzer, Gerhard Hoffmann, hatte er 1973 in der Homosexuellen Aktion Westberlin kennengelernt. Hoffmann erfand 1973 das Pseudonym Salomé. Im „Anderen Ufer“ lernte Salomé u. a. David Bowie kennen, der damals in Berlin wohnte. In dieser Phase war Salomé mit Rainer Fetting liiert.
1977 gründete Salomé gemeinsam mit seinen Künstlerkollegen Helmut Middendorf, Bernd Zimmer, Rainer Fetting, Anne Jud, Berthold Schepers, Rolf von Bergmann und anderen die „Galerie am Moritzplatz“. Später kamen noch Gäste/Mitglieder hinzu wie z. B. Hella Santarossa und Luciano Castelli. Mit Castelli gründete er 1980 die Punkband Geile Tiere (New Wave), die ihren Ursprung im Tanzclub „Dschungel“ hatte und dort in den 1980er-Jahren auch live auftrat. Mit ungewöhnlichen Performances stellte er sich selbst in Filmen und Hörspielen dar.
1980 wurde Salomé zur Ausstellung „Heftige Malerei“ ins Berliner Haus am Waldsee eingeladen. Im selben Jahr folgte die Ausstellung „Les Nouveaux Fauves – Die Neuen Wilden“ in Aachen. Ebenfalls 1980 verkörperte er in der Freien Volksbühne Berlin in Lessings Drama Emilia Galotti den Maler und zerfetzte dabei – gemäß Regieanweisung – selbstgemalte Bilder. 1981 war er bei der Show „Rundschau Deutschland“ vertreten. Zusammen mit Malern wie Rainer Fetting, Helmut Middendorf, Bernd Zimmer, Elvira Bach, Luciano Castelli und Jiří Georg Dokoupil wurde Salomé nun als Vertreter der Neuen Wilden bzw. auch der Jungen Wilden bekannt. Auf Einladung von Rudi Fuchs nahm er 1982 an der Kunstmesse „documenta 7“ in Kassel teil, womit ihm schließlich der internationale Durchbruch gelang. Er begann ein Pendlerleben zwischen New York und Berlin.
Er porträtierte zahlreiche VIPs wie z. B. Gloria von Thurn und Taxis und er wird von Fotografen wie Helmut Newton auch selbst porträtiert. Nach einem langen Amerika-Aufenthalt kam er 1999 nach Berlin zurück und reaktivierte sein Atelier in den Räumen der ehemaligen Galerie am Moritzplatz. Durch die Kooperation mit Porzellanmanufakturen, u. a. Rosenthal, entstanden bemalte Skulpturen und Tafelgedecke. Zu den bekanntesten Gemäldezyklen zählen die farbenfrohen Schwimmer und Wasserlilien. Daneben gibt es Serien mit neutralen Prominenten-Porträts sowie explizit schwulen Themen. Neuerdings publiziert er wieder eigene Punkmusik-CDs, tritt gelegentlich als Sänger auf und engagiert sich für Benefizprojekte.
Salomé lebt und arbeitet in Berlin.

## Rezeption
„Farbstark und bewußt ungeschlacht sind die Bilder des Berliners Salomé. […] Es sind expressive, meist brutale Bilder in aggressiven Farben.“

## Ausstellungen (Auswahl)
- Heftige Malerei, Kunststiftung Haus am Waldsee, Berlin, 1980
- documenta 7, Kassel, 1982
- Schwimmer, Galerie Raab, Berlin, 1982
- Zeitgeist, Museum Martin-Gropius-Bau, Berlin, 1982
- Biennale Venedig, Venedig, Italien, 1982
- Von hier aus – Zwei Monate neue deutsche Kunst in Düsseldorf, Düsseldorf, 1984
- BerlinArt 1961–1987, Museum of Modern Art, New York, USA, 1987
- BerlinArt 1961–1987, Museum of Modern Art, San Francisco, USA, 1987
- Refigured Painting in Contemporary German Art, Solomon R. Guggenheim Museum, New York, USA, 1988
- Buddy Bär Berlin Show,[2] Berlin 2001/2002
- Obsessive Malerei – Ein Rückblick auf die Neuen Wilden, Berlin, 2003/2004
- Gladiatoren und Maße, Galerie Deschler, Berlin, 2006
- Wunschbilder, Galerie Deschler, Berlin, 2008
- PUNK – No One Is Innocent, Museum Kunsthalle Wien, Österreich, 2008
- Die Erfindung der Neuen Wilden – Malerei und Subkultur um 1980, Ludwig Forum, Aachen, 2018/19